# 丹內爾·萊瓦
丹內爾·萊瓦（Danell Leyva，1991年10月30日—），全名丹內爾·約翰·萊瓦·岡薩雷斯（Danell Johan Leyva Gonzalez），是一位美籍古巴裔體操運動員，他是2011年美國競技體操錦標賽男子全能和2011年世界競技體操錦標賽雙槓金牌得主。丹內爾·萊瓦代表美國隊參加了2012年夏季奧林匹克運動會的男子全能，獲得銅牌。

## 個人介紹
丹內爾·萊瓦在古巴出生，他的父母約翰·萊瓦和瑪麗亞·岡薩雷斯是古巴體操隊的成員，其後叛逃到美國，所以少時已受到體操運動薰陶。其後他的父母在丹內爾·萊瓦周歲時離婚，父親遷到西班牙居住，他的繼父尹·阿爾瓦雷斯則是古巴體操隊在墨西哥比賽時乘機遊水渡過格蘭德河叛逃美國，瑪麗亞·岡薩雷斯和尹·阿爾瓦雷斯在佛羅里達州邁阿密開了一間健身房，他們於2001年結婚。作為繼父的尹·阿爾瓦雷斯，同時為丹內爾·萊瓦的教練。丹內爾·萊瓦的姊姊丹安尼絲·梅薩則是西班牙電視節目主席人。
他曾為《ESPN雜誌》〈身體爭端〉畫刊拍攝一輯裸照。
在丹內爾·萊瓦獲得奧運會男子全能銅牌前一天，一名聲稱他女伴的人為報復丹內爾·萊瓦始亂終棄，向體育網站《Deadspin》發放十張宣稱是丹內爾·萊瓦穿內褲和近乎裸體的照片，表示她和丹內爾·萊瓦交往時交換照片所得，聲言陸續有來。

## 運動生涯

### 前期
丹內爾·萊瓦第一次參加比賽是2006年冬季盃，在美國全國錦標賽少年組（被稱為外卡錦標賽），他成為第一個在男子全能，自由體操和單槓項目上奪得金牌的運動員，在雙槓他獲得銀牌。
2008年，丹內爾·萊瓦在全國少年錦標賽，奪得男子全能，單槓，雙槓，鞍馬冠軍，他也是2008年阿根廷泛美體操錦標賽單槓冠軍。他又以一個未成年身份被選定為2008年環太平洋地區冠軍隊的一員，並在聖何塞比賽。美國奪得團體金牌，他個人贏得男子全能金牌和初中組決賽的雙槓銅牌。

### 後期
2009年，他以17歲之齡成為美國國家高級團隊中最年輕的成員，並贏得了單槓金牌和雙槓銀牌。他被選為四名美國男子體操運動員之一，參加2009年倫敦世界藝術體操錦標賽，單槓決賽得第四名。
在2010年冬季盃上贏得單槓和雙槓獎牌後，他被選定為男子隊參加在墨爾本舉行的環太平洋地區錦標賽。他個人獲得單槓和雙槓冠軍，以及吊環銅牌。他在男子全能和鞍馬決賽中，兩場皆只獲等七名。在夏天，他再次在用外卡參加錦標賽，在那裡他成為美國的雙槓金牌得主和男子全能銀牌得主。接著他被選為隊員參加2010年世界藝術體操錦標賽。在鹿特丹，他為男子隊獲得第四名的成績，單槓決賽得到第五名。
在聖保羅外卡錦標賽，丹內爾·萊瓦在男子全能擊敗衛冕全國冠軍和世錦賽銅牌得主喬納森·霍頓，贏得他第一次美國全國錦標賽男子全能獎牌，他還獲得了雙槓和單槓冠軍。隨後，他被選為參加2011年東京世界藝術體操錦標賽男子隊員，被視為獲得銅牌的主力之一，這是美國男子體操隊自2003年以來首次贏得了世界大賽獎牌。他當時參加了男子全能決賽，但一個錯誤，下巴撞到槓桿，他在單槓上的最後一個旋轉無法完成，常規得分只有6.466，跌得第24名的成績。最後單項決賽中，他收拾信心，贏得了雙槓金牌。
丹內爾·萊瓦在冬季盃贏得幾個獎牌，然後在紐約市的美國世界體操賽（美洲盃）贏得第一名。丹內爾·萊瓦在聖路易斯外卡美國全國錦標賽男子全能得到第二名，僅次於約翰·奧羅斯科。他表示他的強項在雙槓和單槓。他參與聖何塞的奧運選拔賽，結合兩天以來比賽的分數，這讓他與約翰·奧羅斯科獲得了到美國奧運體操代表隊資格。其後第二天正式宣布，丹內爾·萊瓦和約翰·奧羅斯科，與喬納森·霍頓、山姆·米庫拉克、傑克·道爾頓組成美國奧運體操代表隊，而他在2011年世界錦標賽的隊友，亞歷克斯·南多、史蒂芬·勒讓德、克里斯·布魯克斯則為候補。丹內爾·萊瓦最後在2012年夏季奧林匹克運動會體操男子個人全能比賽上獲得個人全能銅牌。

## 外部連結
- .   [2012-08-03]. （原始内容存档于2019-07-19） （英语）.
- 丹內爾·萊瓦的Facebook專頁
- 丹內爾·萊瓦的X（前Twitter）